# Maiwand Kabul FC
Maiwand Kabul FC är en afghansk fotbollsklubb. Klubben spelar 2009 i Kabul Premier League, som är den högsta divisionen i Afghanistan. Klubben bildades av Muhammad Kabir Turkmany som Nowbahar Football Club och har sedan 1976 varit kända under namnet Maiwand.